# Jack Kramer (calciatore)
Jack Kramer (Oslo, 17 dicembre 1939 – Asker, 11 febbraio 2020) è stato un calciatore norvegese, di ruolo difensore.

## Carriera

### Club
Kramer vestì la maglia del Vålerengen.

### Nazionale
Conta 7 presenze per la Norvegia. Esordì il 6 novembre 1960, nella sconfitta per 3-1 contro l'Irlanda.